# سوووروفو

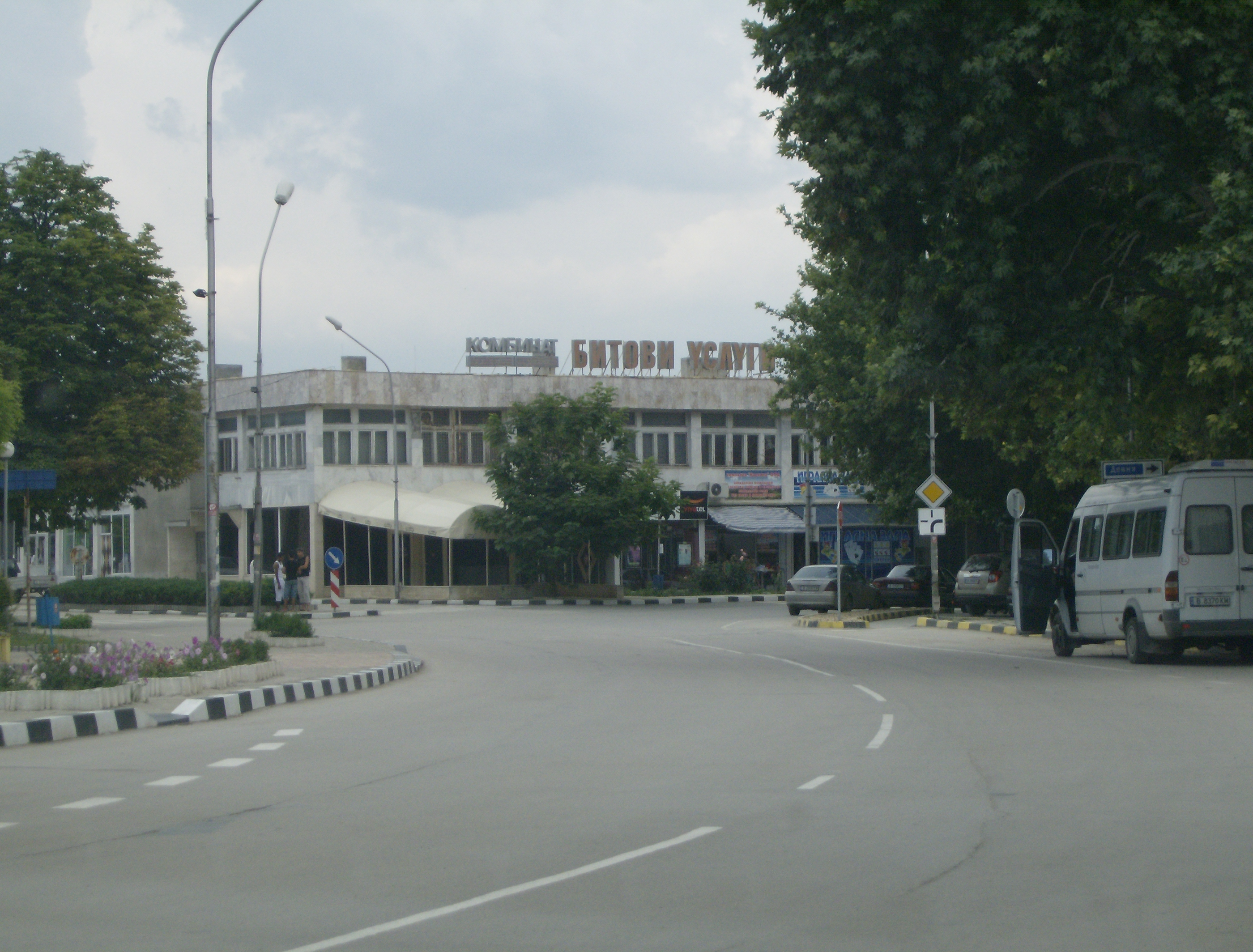
ظاهر خیابان های شهر سوووروفو

سوووروفو شهری در استان وارنا کشور بلغارستان است که جمعیت آن در سال ۲۰۰۱ میلادی ۴٬۷۰۲ نفر بوده‌است. نام اصلی این شهر کُزلوژا یا کُزلوجا بوده‌است که در سال ۱۹۳۴ به نووگرادِتس تغییر نام داد و در حال حاضر به افتخار ژنرال الکساندر سووروف که در جنگ روس-ترک در این شهر به پیروزی رسید به نام سووروفو نامیده می‌شود.